# 荔景（北）巴士總站

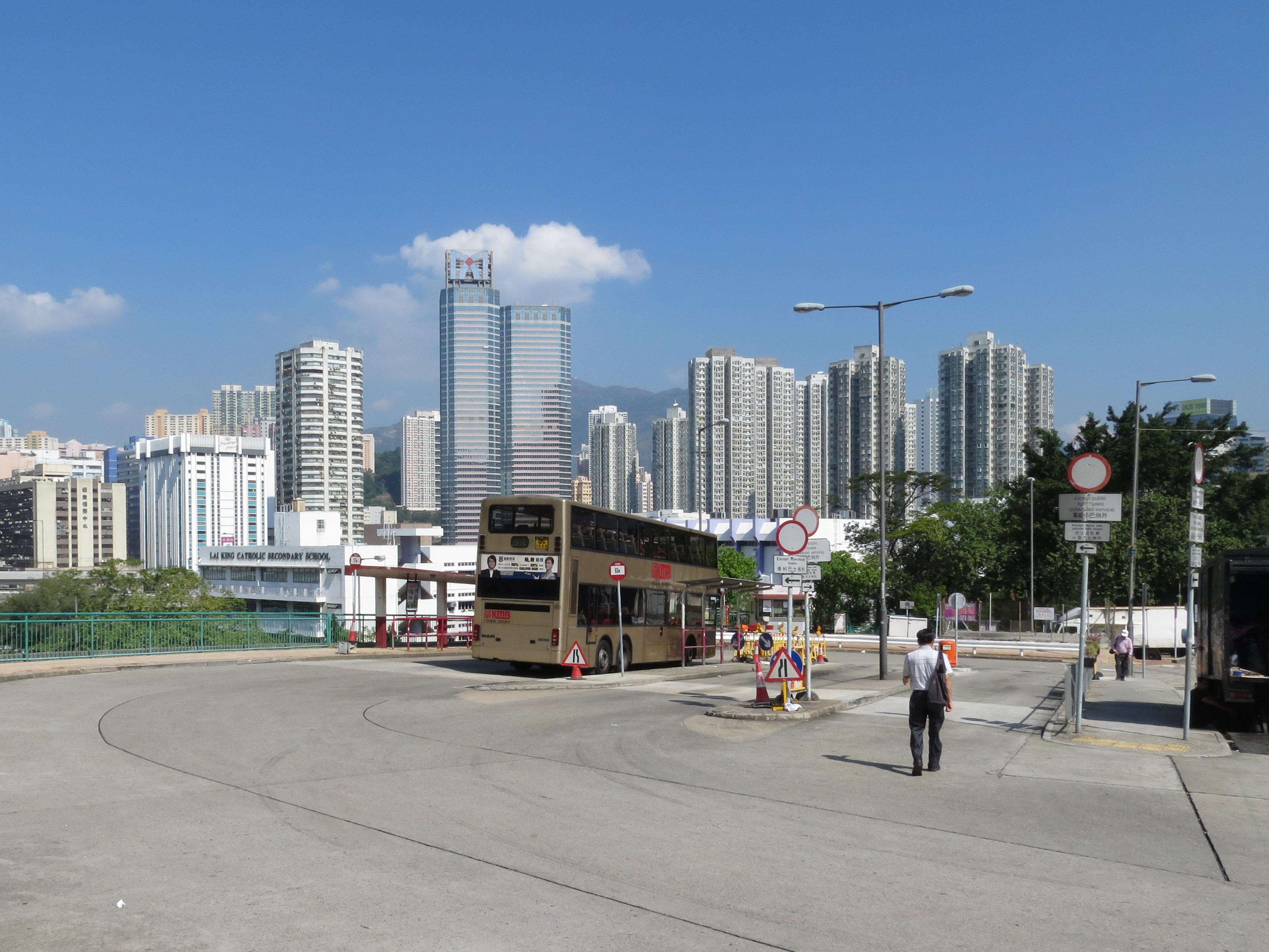
荔景（北）巴士總站背面，左面的雙坑為57M所使用，右面為61M使用的單坑。

荔景（北）巴士總站是香港的一個巴士總站，位於新界葵青區荔景山路荔景邨和景樓旁，現時有2條巴士路線以此為總站。

## 歷史
本站在1975年配合荔景廉租屋入伙而開始服務，當時名為「麗景總站」，後來為了識別位於荔景邨第7座旁的新總站，更名為「荔景北總站」。該總站後來因大嶼山機場鐵路的興建、而重建為荔景社區會堂而被取消，但本站仍依地理位置標示，故出現荔景有北站而沒有南站的情況。

## 總站路線資料

### 九龍巴士57M線
- 屯門（山景邨） ↔ 荔景（北）

於1985年1月31日投入服務，1995年3月31日縮短至此，途經業旺邨、屯門市中心（只限回程）、屯門公路、荃灣、港鐵大窩口站、葵興及葵芳。

### 九龍巴士61M線
- 友愛（南） ↔ 荔景（北）

於2004年2月8日投入服務，取代原有52M、60、261M及262P線，途經友愛邨、安定邨、置樂花園、三聖邨、咖啡灣、香港黃金海岸、小欖、大欖涌、屯門公路轉車站、屯門公路、荃灣、港鐵大窩口站、葵興及葵芳。

## 過往路線
- 九龍巴士45線
- 九龍巴士45M線（已取消）
- 九龍巴士46P線
- 九龍巴士46S線（已取消）
- 九龍巴士46X線
- 九龍巴士69M線
- 九龍巴士269M線 (已遷至祖堯巴士總站，但有部份以12米巴士行走本路線因敬祖路的路面限制而仍以本站為總站)

## 車坑分佈
| 車坑分佈（以入口最左邊起計） | 車坑分佈（以入口最左邊起計） | 車坑分佈（以入口最左邊起計） |
| 車坑編號                     | 車坑數目                     | 路線                         |
| ---------------------------- | ---------------------------- | ---------------------------- |
| 1                            | 雙坑通道                     | 九巴57M線                    |
| 2                            | 單坑通道                     | 九巴61M線                    |
| 3                            | 單坑通道                     | 吉坑                         |

## 外部連結
- 九巴 （页面存档备份，存于）
- 香港巴士大典上的相关条目：荔景 (北) 總站